# 克拉斯諾伊利斯克
48°0′53″N 25°35′14″E / 48.01472°N 25.58722°E
克拉斯諾伊利斯克是烏克蘭西南部切爾諾夫策州切尔诺夫策区的市級鎮，分別距離斯托羅日涅茨20公里和切爾諾夫策40公里，海拔高度409米，2022年人口10,444人。

## 外部連結
- 2009, 2010, 2012 （页面存档备份，存于） і 2015 （页面存档备份，存于） років.
- Погода в селищі （页面存档备份，存于）

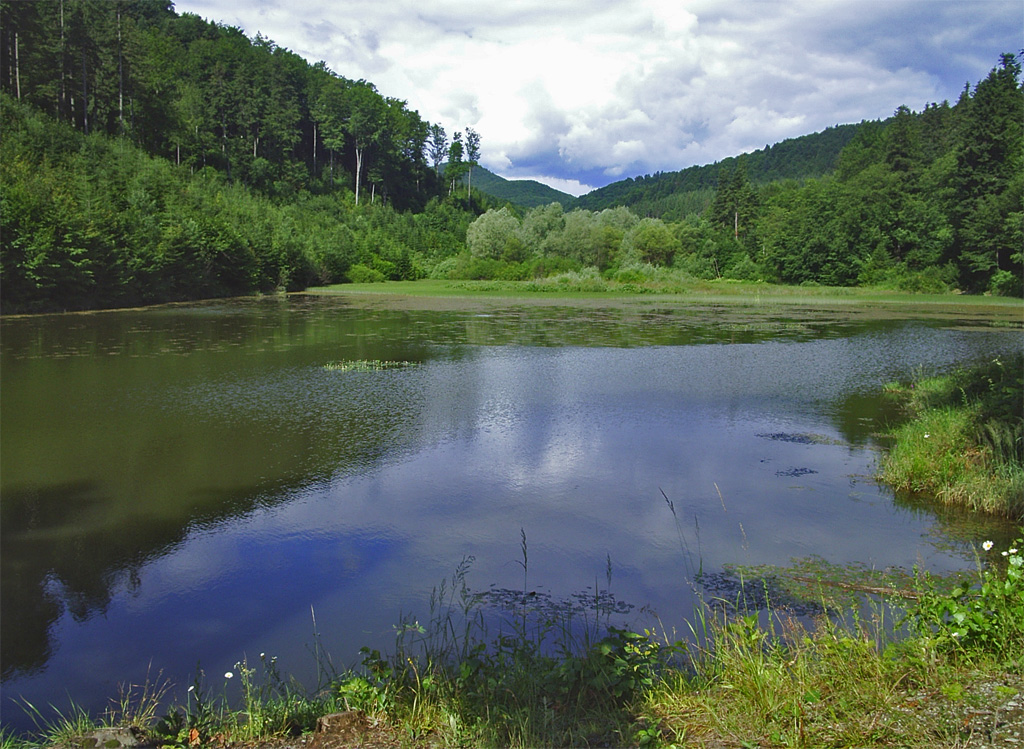

- Старі фото Красноїльська[永久]